# Edward Collett May
Pour les articles homonymes, voir May.
Edward Collett May est un organiste et professeur de musique britannique né le 29 octobre 1806 à Greenwich et mort le 2 janvier 1887 à Londres.

## Biographie
Edward Collett May naît le 29 octobre 1806 à Greenwich,.
Il fait ses études musicales avec Cipriani Potter et Domenico Crivelli (en).
Entre 1837 et 1869, il est organiste du Royal Naval Hospital de Greenwich,. 
Disciple de John Pyke Hullah, Edward Collett May est aussi professeur dans de nombreuses écoles et cours privés et se consacre à populariser le chant de masse. Il enseigne notamment le chant à la Central School de Westminster et dans six écoles normales de Londres entre 1841 et 1883, et est professeur de musique vocale au Queen's College de Londres de 1879 à 1883. 
Il est également l'auteur de plusieurs mélodies et a publié Progressive Vocal Exercices for Daily Practice (1853). 
Edward Collett May meurt le 2 janvier 1887 à Londres,. Il est le père de la pianiste et musicographe Florence May,. 